# Valladolid Toma la Palabra
Valladolid Toma la Palabra (VTLP) es una candidatura ciudadana creada en 2014 basada en «la participación para transformar la deriva social y cultural de nuestra ciudad» para las elecciones municipales de 2015 aglutinando a personas a título individual, Izquierda Unida y Equo. Esta candidatura, con forma jurídica de "coalición electoral" como forma instrumental, obtuvo 22 259 votos (13,39 % de los votos y 4 concejales) en las elecciones municipales de 2015 en la ciudad de Valladolid, lo que posibilitó su entrada en el gobierno municipal junto al PSOE con 3 concejalías.
A raíz de esta iniciativa se conformaron coaliciones similares en la provincia de Valladolid bajo la denominación de "Tu Pueblo Toma la Palabra", obteniendo representación en varios municipios (incluidas las alcaldías de Santovenia de Pisuerga y San Pelayo) y 2 representantes en la Diputación de Valladolid.
En diciembre de 2022 el espacio se amplía con la incorporación de Podemos Valladolid de cara a las Elecciones Municipales de 2023.

## Historia

### Conformación de la candidatura
El 28 de junio de 2014 se realizó un llamamiento ciudadano bajo el lema ‘Valladolid Toma la Palabra’ al que acudieron más de 300 personas a título individual, colectivos y activistas sociales y culturales que brindaron su apoyo a un espacio por construir que contó con el respaldo de EQUO e Izquierda Unida. En los meses siguientes, y con la voluntad de ir incorporando a más actores sociales y políticos, la plataforma se enfocó en la elaboración de un diagnóstico y propuestas para mejorar aspectos clave del panorama municipal: empleo, urbanismo, derechos sociales, cultura, participación, transparencia, etc. En diciembre de 2014 se decidió conformar una candidatura ciudadana que llevase a la práctica todo ese trabajo en común desde el Ayuntamiento. En enero de 2015 se acordó usar el mismo nombre para concurrir a las elecciones municipales de mayo de ese mismo año, así como la forma jurídica instrumental de "coalición de partidos".
La elección de la candidatura se realizó mediante un proceso de primarias abiertas en el que se inscribieron un total de 1500 personas y que contó con una tasa de participación del 80 %, y en el que salió elegido como cabeza de lista Manuel Saravia Madrigal.

### Programa electoral elecciones municipales de 2015
El programa electoral se realizó en sesiones abiertas y participativas que se desarrollaron durante varios meses. El programa resultante se divide en 5 áreas principales:
- Derechos y equidad social
- Cultura, educación y deporte
- Vivienda, urbanismo, movilidad y medio ambiente
- Hacienda, economía y empleo
- Buen gobierno

### Resultado en las elecciones municipales de mayo de 2015 y participación en el gobierno municipal (2015-2019)

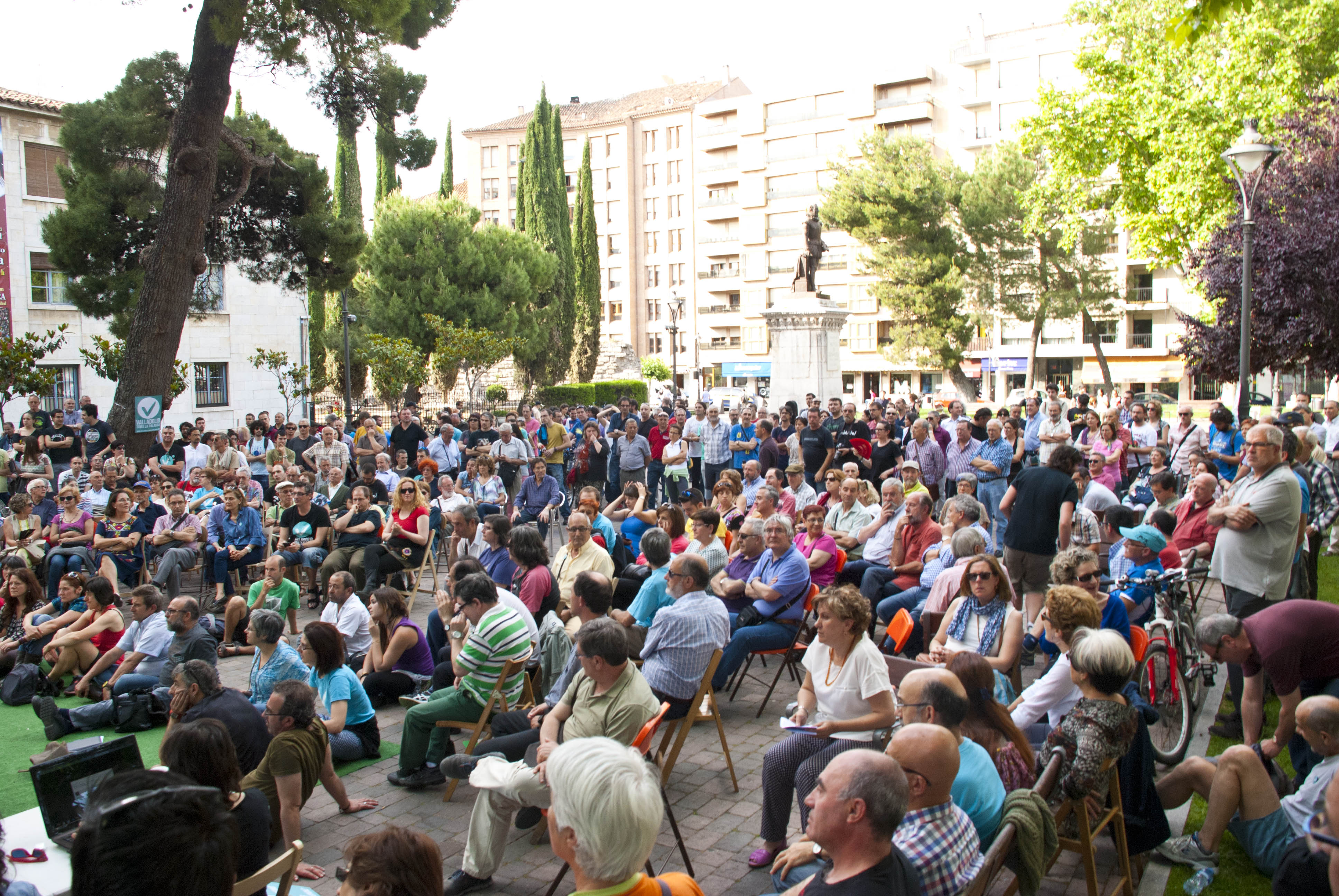
Multitudinaria asamblea de VTLP en la plaza de la Universidad en junio de 2015 para valoración de resultados electorales y comienzo de la reflexión colectiva sobre la estrategia postelectoral.

La candidatura obtuvo 22 259 votos (13,39 % de los votos y 4 concejales) en las elecciones municipales de mayo de 2015. La pérdida de la mayoría absoluta del Partido Popular en el consistorio abrió la posibilidad de un gobierno alternativo tras 5 legislaturas consecutivas de Javier León de la Riva como alcalde, cuya candidatura resultó polémica al estar procesado por un delito de desobediencia. Tras un proceso de negociación entre el PSOE y VTLP avalado por las bases de VTLP, y mediante el apoyo de Sí se Puede Valladolid (marca identificada con Podemos en esas elecciones), el socialista Óscar Puente fue elegido como nuevo alcalde de Valladolid en un equipo de gobierno integrado por 5 concejales del PSOE y 3 de VTLP. En concreto, se acordaron un total de 103 puntos para el programa de gobierno conjunto.
VTLP asumió las concejalías de Urbanismo, Infraestructuras y Vivienda (Manuel Saravia Madrigal que es además primer teniente de alcalde); Medio Ambiente y Sostenibilidad (María Sánchez Esteban); y Participación Ciudadana, Juventud y Deportes (Alberto Bustos García).
La entrada de VTLP en el Consistorio ha impulsado giros importantes en las políticas del Ayuntamiento, destacando la puesta en marcha del proceso de presupuestos participativos (con un montante de entre 4 y 5 millones de euros anuales), la revisión del Plan General de Ordenación Urbana (redactada por los propios técnicos de la casa y que supone un auténtico cambio hacia un modelo de ciudad más compacta y sostenible), el proyecto de integración ferroviaria en consenso con el Ministerio de Fomento o la puesta en marcha de un protocolo de actuación en casos de episodios de contaminación atmosférica innovador en el contexto español incluyendo la restricción del tráfico y la gratuidad del transporte público. La remunicipalización de la gestión del ciclo integral del agua ha sido una de las medidas más notorias que se han llevado a cabo en el mandato, siendo la ciudad de mayor tamaño española que la llevó a cabo siendo por ello el foco de presiones y recursos judiciales de diferentes organismos e instituciones incluida la anterior empresa concesionaria, la Confederación Vallisoletana de Empresarios (CVE), la Asociación de Empresas Gestoras del Agua (AGA) y del propio Ministerio de Hacienda dirigido entonces por Cristóbal Montoro. Hasta la fecha, ningún recurso ha prosperado y el proceso ha sido incluso avalado por el Tribunal Constitucional. La nueva empresa municipal Aquavall empezó a gestionar el servicio el 1 de julio de 2017. Desde entonces, el Ayuntamiento ha anunciado inversiones y el aumento de salarios a la vez que varios reventones de agua sucedieron de forma consecutiva durante los primeros meses de nueva gestión, atribuidos al deficiente mantenimiento de la red durante el periodo de gestión de la empresa concesionaria anterior. Sobre la subrogación de los trabajadores y su continuidad, la portavoz en el Ayuntamiento María Sánchez aseguró que había «voluntad política» a la vez que aseguró que tendrían que «ganar su plaza en oposición».

### Elecciones municipales de mayo de 2019
En estas elecciones, a pesar de que se buscó la confluencia con Podemos a nivel local (posibilidad apoyada en consulta por las bases de VTLP), esta no pudo finalmente llevarse a cabo.
El programa electoral se llevó a cabo de forma participativa como una continuación del elaborado para las elecciones de 2015. Como cabeza de lista elegido mediante primarias abiertas volvió a resultar elegido Manuel Saravia.